# Staffordshire bull terrier
El Staffordshire bull terrier o Staffy es una raza de perro originaria del Reino Unido, con más de 200 años de antigüedad, creada a partir de cruces de los antiguos Bulldog inglés y Terrier. Esta raza era utilizada como perros de pelea. Es un perro que es considerado potencialmente peligroso en España debido a sus características físicas.

## Historia

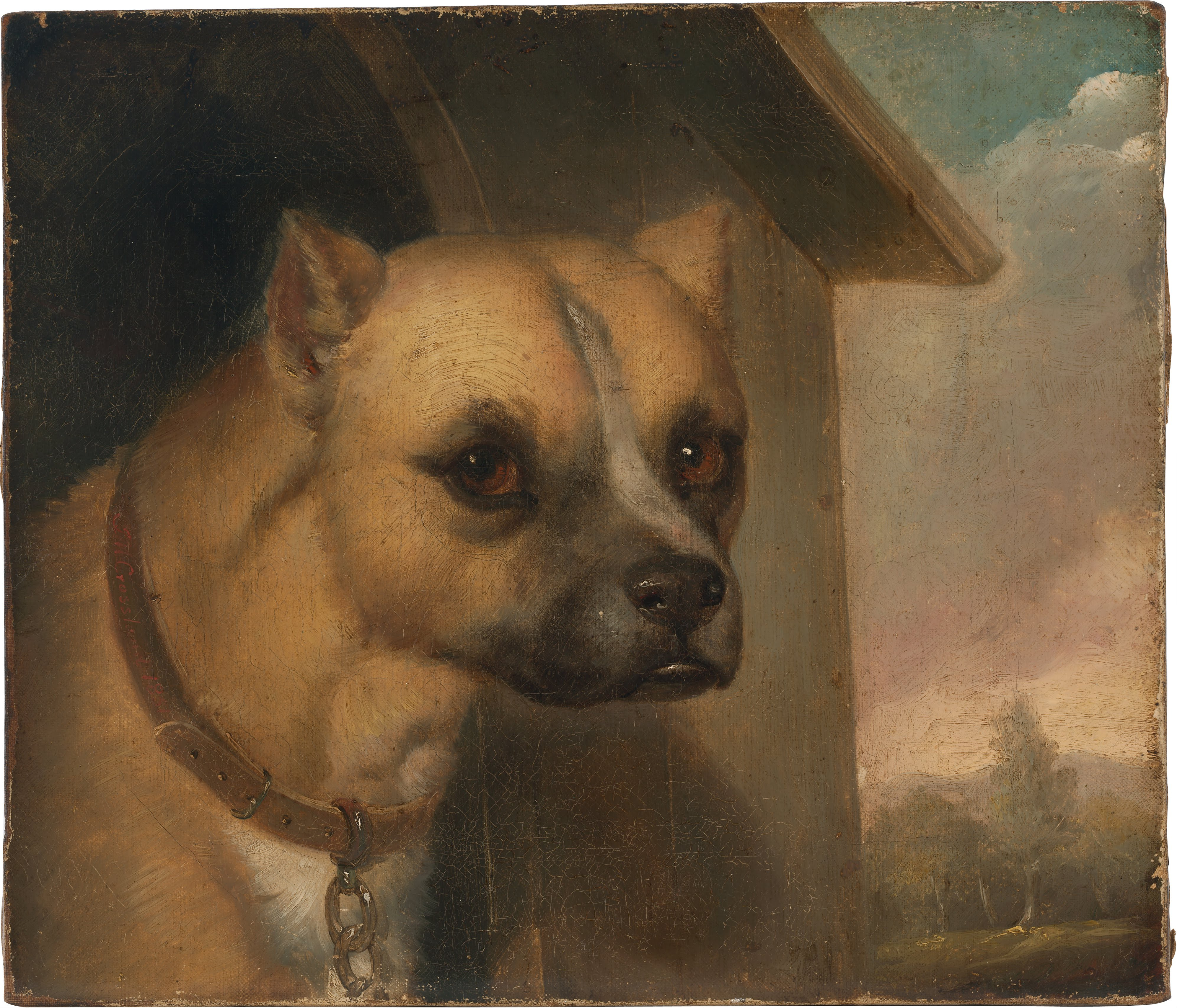
Pintura del "antiguo perro de pelea de Staffordshire".

Raza originaria de Staffordshire (Inglaterra). Obtenida de la mezcla de bulldog con terriers de la época. Es una raza con más de 200 años de historia. En mayo de 1935 se fundó el primer Club de Staffordshire Bull Terrier (The Staffordshire Bull Terrier Club) en el que se fijó su nombre y su estándar. El aspecto general de la raza ha cambiado considerablemente hasta la actualidad.
Fueron perros creados con fines lúdicos para el ser humano. La raza fue creada a partir de cruces de los antiguos Bulldog inglés (que poco tiene que ver con el actual) con Terriers (cazadores de alimañas) de la época para crear un perro (llamado Bull and Terrier) potente y tenaz además de osado y rápido para las peleas de perros, tejones u osos. Los Bulldogs (usados para aguantar las reses mientras se desangraban, para cualquier fiesta, reunión o menester en las granjas, o también para los espectáculos) mordían y no soltaban, y los terriers  tenían un temperamento más intrépido. Su primera utilización fue para las peleas con toros y osos en las que se enviaban dos o más perros a luchar contra un oso o contra un toro atado. Una vez se prohibió este entretenimiento, surgieron las peleas de perros en fosos o rings llamados pit, y los pitrats, que consistían en soltar al perro en un foso lleno de ratas y evaluar cuantas ratas mataba en un determinado tiempo; el perro que más ratas matase era el ganador. Ocasionalmente eran utilizados también para la caza.
En ciudades como Birmingham y Black Country siguen existiendo evidencias de este entretenimiento, y aún es posible ver «Bull Rings». Más tarde, en Staffordshire, era común entre los mineros de la zona llevarlos al trabajo para realizar combates durante los descansos a veces con fines de distracción, y otras con el afán de ganar algún dinero extra para sobrellevar la pobreza extrema de la época. La condición de la prohibición de la época y la convivencia en familia influyeron en que en la cría de estos perros se los seleccionase para tener un tamaño más pequeño. Como muchas familias no podían permitirse más de un perro, y tenían que convivir con ellos, era de especial importancia que su relación con los humanos fuese lo más cordial posible: para convivir en pequeñas casas con toda una familia era imprescindible esta condición de que los perros fuesen grandes amantes de las personas y en absoluto peligrosos para ellos.

## Descripción
Según su estándar en el 'Kennel Club', son perros estables, tenaces, con mucho coraje, valientes, audaces, totalmente confiables y muy inteligentes. Es una de las pocas razas en las que su estándar del 'Kennel Club' indica expresamente que debe ser "totalmente confiable con el humano y especialmente con los niños". Si son bien sociabilizados desde cachorros, el trato con otros animales no supone ningún problema. Debido a su gran fuerza y potencia, no es nada recomendable malcriar ni humanizar a estos perros como si de un "perro faldero" se tratase.
El peso de los machos se espera entre 12,5 y 19 kg y las hembras de 10,8 a 15,4 kg. Su talla varía entre 35,5 y 40,6 cm a la cruz, siempre en proporción al peso. Son perros de pelo corto, liso y tupido, de color rojo, leonado, blanco, negro o azul, o cada uno de estos colores acompañado de blanco. Algunas manchas atigradas, atigrado o atigrado con blanco. El color rojo con negro o el color hígado se consideran altamente indeseables. 
De porte musculoso, atlético. Tronco compacto, con una línea superior recta, frente amplia , tórax profundo y descendido, costillas bien redondeadas. Musculoso y bien dibujado. Cuello musculoso, más bien corto, estrechándose en la parte superior. Se ensancha de forma gradual hacia los hombros. Boca con belfos estirados y bien dibujados. Mandíbulas fuertes, dientes grandes, con un perfecto, regular y completo cierre de tijera (es decir los dientes superiores coinciden perfectamente con los inferiores y son perpendiculares a las mandíbulas). Orejas de rosa o semierguidas, ni grandes ni pesadas. Las orejas grandes, caídas o en punta están fuera del estándar. Ojos oscuros, aunque dependiendo del color del manto son admisibles un poco más claros. Redondos, de tamaño medio, y dispuestos para mirar en línea recta hacia delante. Los bordes de los párpados son oscuros. Cabeza corta, profunda con cráneo ancho. Músculos de la mejilla muy pronunciados, stop marcado, hocico corto, trufa siempre negra. Cola de longitud media, implantada baja, que se afina hacia la punta y llevada bastante baja. No debe curvarse en exceso.

## Estado actual de la raza

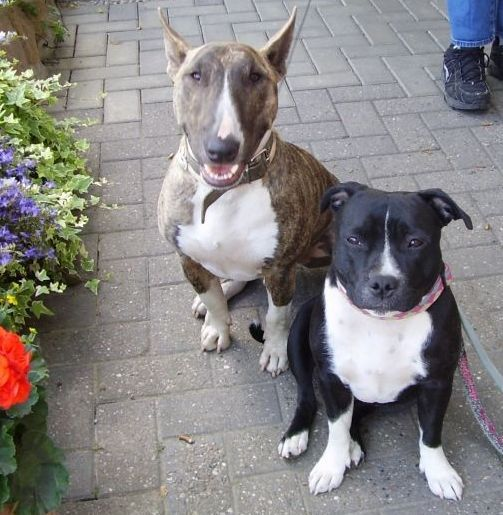
El Staffy es diferente del bull terrier, aunque tengan nombres similares. En la foto, un Staffy y un bull terrier.

Aunque su país de origen, Reino Unido, es donde mayor éxito tiene (es la 7.ª raza más popular en Inglaterra) también en el resto de Europa está teniendo una gran acogida. Dentro del continente Europeo, es en España, Rumanía y Lituania donde esta raza goza de menos popularidad. En Sudáfrica y Australia (antiguas colonias inglesas) también gozan de una gran acogida. En Australia, dicha popularidad se ha ido tanto de las  manos, que a día de hoy existen organizaciones de rescate específicas para esta raza y sus mezclas, como "Staffy Rescue" en Sídney, ya que cada vez hay más y porcentualmente aumentan sus abandonos. En algunos países los abandonos de ésta y razas similares puede llegar a contabilizar el 27% del total de abandonos.
En la actualidad tienen una fuerte presencia en los concursos de belleza caninos. Hacia los 80 y 90 se comenzaron a seleccionar ejemplares con características físicas y psíquicas adecuadas para pasear por estos concursos, por lo que han pasado de ser perros de pelea a convertirse en perros de exposición. En Europa y Sudamérica es una raza que cuenta con muchos adeptos aficionados a este tipo de concursos en los que se evalúa la estabilidad y apariencia física del animal. En Inglaterra gozan también de gran popularidad en los concursos de agility y obedience (agilidad y obediencia).

### Legislación y peligrosidad
En España está considerada como una raza potencialmente peligrosa de perros por Real Decreto , aunque está por debajo de la altura, peso y perímetro torácico requeridos por el Real Decreto, que son una de las ocho características generales de las razas potencialmente peligrosas, pág. 12.292 del Real Decreto . Para su posesión se debe ser mayor de edad y obtener la Licencia para tenencia de perros potencialmente peligrosos y registrarlo en el Registro Municipal de animales potencialmente peligrosos correspondiente. Una de las cosas que se exige para obtener esta licencia es poseer un seguro de responsabilidad civil a terceros (recomendable en cualquier caso para cualquier raza de perro). Las multas por incumplir este reglamento van desde los 600€ por una falta leve, hasta los 6.000€ y diversas penas de prisión por una falta grave.
Actualmente, los ejemplares de la raza Staffordshire bull terrier suponen el 0'03% de los perros registrados en España. 
Según estadísticas de la OMS (Organización Mundial de la Salud), en los últimos 18 años, aproximadamente 1 de cada 7.800 (0,012%) ataques de perros a personas, a nivel mundial, han sido protagonizados Staffordshire bull terriers.

## Salud
El SBT es un perro que por lo general suele gozar de buena salud. No obstante, debido a la cría indiscriminada y/o irresponsable para el comercio, a mayor o menor escala de perros en general y de SBT en particular, están comenzando a surgir ciertos problemas de salud relacionados con factores genéticos. Los problemas genéticos más comunes son: cataratas bilaterales, demodex, paladar hendido, labio leporino, displasia de codo, displasia de cadera, luxación patelar, atrofia progresiva de retina, y enfermedades de Von Willebrand. Últimamente también se están viendo bastantes casos de un trastorno del sistema nervioso llamado L2-HGA.
Otros dos problemas bastante comunes en los SBT son los problemas relacionados con la piel y con las articulaciones.
Los problemas de piel más comunes en los SBT son la dermatitis acral por lamido, que suele ser algo común en perros de tamaño pequeño/mediano; la sarna demodécica producida por el ácaro demodex canis, la cual consiste en una trasmisión genética de un fallo inmunológico que impide la lucha contra este ácaro; lo más común es que surja cuando el perro está pasando por periodos prolongados de inmunodepresión (defensas bajas).
Los problemas articulares, tendinosos, ligamentosos o musculares por lo general vienen dados por dos vías: la genética y la desproporción tamaño/peso de esta raza (perros muy cortos pero muy pesados debido a una desarrollada y concentrada musculatura). Ambas vías mezcladas con un mal manejo del animal suelen acabar derivando en lesiones con diferentes grados de gravedad.
Esto se debe tener en cuenta al iniciar a estos perros en actividades o ejercicios, ya que a pesar de ser una raza de constitución fuerte, tiene sus puntos débiles, sobre todo durante el crecimiento. El SBT tiene el problema de tener un crecimiento rápido y un desarrollo más bien lento. Esto se traduce en un crecimiento de huesos rápido y un desarrollo de músculos, tendones y ligamentos lentos. Con 6-8 meses es ya animal pesado con unos tendones y ligamentos aún débiles y una musculatura que aun continua laxa. Siempre hay que dar prioridad a los ejercicios propioceptivos para el perro (ejercicios que mejoran la conciencia del propio cuerpo), y posteriormente pensar en ejercicios físicos de calidad. En la siguiente lista están las recomendaciones de ejercicio atendiendo a la edad del perro.
* 0-3 meses: Muy bajo. Solo el ejercicio que el perro decida hacer. No intervenir. Es momento de estimular más la mente que el cuerpo del perro.
 * 3-6 meses: Bajo. Comenzar a intervenir en el juego del perro, lanzamientos de objetos a distancias cortas y en terrenos planos, paseos de entre 15 y 30 minutos y juegos con otros perros. Sigue siendo prioritaria la estimulación mental del perro.
 * 6-12 meses: Bajo – Medio. Aumentar el tiempo y la intensidad de los paseos. Lanzamientos de objetos a distancias mayores en terrenos planos. Aumentar el tiempo de juego con otros perros. Cortas sesiones de natación.
 * 12-18 meses: Medio. Paseos más largos en los que podremos introducir carreras. Lanzamientos de objetos a distancias largas en terrenos con desniveles. Introducir el juego en cuestas. Juegos de presa. Continuar con largas sesiones de juego con otros perros. Aumentar las sesiones de natación.
 * 18-24 meses: Medio – Alto. Paseos a pie o en bicicleta. Carrera por el monte o la playa. Lanzamiento de pelotas a largas distancias en el monte o en la playa. Juegos de presa colgada y en suelo. Natación. Carreras en la orilla de la playa....
 * 24 meses en adelante: Alto. Ya se puede introducir en juegos de arrastre de objetos y escaladas. Nunca cesar en las largas sesiones de juegos con otros perros pues esto cansa tanto el cuerpo con la mente de un perro, amén de que es primordial para la estabilidad mental de cualquier perro.